# Masakra w Uiryeong
Masakra w Uiryeong – seria strzelanin i ataków z użyciem granatów, które miały miejsce w nocy z 26 na 27 kwietnia 1982 roku w kilku południowokoreańskich wioskach w powiecie Uiryeong. Sprawca, 27-letni policjant Woo Bum-kon zabił łącznie 56 osób i ranił 35 innych, po czym popełnił samobójstwo. Jest to jedno z najkrwawszych tego rodzaju zdarzeń, tj. zamachów niezwiązanych z terroryzmem, w historii świata.

## Przebieg
W dniu masakry jej sprawca, 27-letni policjant Woo Bum-kon, zaczął kłócić się ze swoją dziewczyną, po tym jak ta obudziła go po południu przez lekkie uderzenie go dłonią w klatkę piersiową. Rozwścieczony po kłótni wyszedł z domu i dotarł na posterunek policji. Po dotarciu na miejsce zaczął spożywać duże ilości alkoholu. Wrócił wieczorem do domu w stanie amoku i zaczął bić i znęcać się nad swoją partnerką, po czym zniszczył meble w mieszkaniu i wyszedł. Udał się do magazynu broni, skąd zabrał dwa karabiny M2, ok. 144 sztuk amunicji i pewną liczbę granatów, po czym wrócił do wsi i zaczął strzelać.
Pierwszą ofiarę zastrzelił o godz. 21:30, po czym wszedł do znajdującego się nieopodal budynku pocztowego, gdzie zabił trzech operatorów telefonicznych i przeciął kable od telefonów. Następnie wrzucił granat do pobliskiego supermarketu, zabijając sześć osób. Postrzelił także własną partnerkę, ale ta przeżyła. Niedługo potem napotkał na swojej drodze 18-latka, którego wziął za zakładnika i kazał mu kupić i przynieść napój ze sklepu prowadzonego przez innego z mieszkańców wsi. Nastolatek wykonał polecenie napastnika, a wówczas ten podziękował mu i go zastrzelił. Następnie wszedł do sklepu i zaatakował sprzedawcę i jego żonę i dwie córki, przy czym sam sprzedawca przeżył, ale jego rodzina została zabita przez mordercę. Sprawca, wykorzystując fakt bycia policjantem, zaczął pukać do drzwi mieszkań, prosząc pod zmyślonym pretekstem żeby ludzie mu otworzyli, po czym wchodził i albo zabijał rodziny na miejscu lub jeszcze przez jakiś czas udawał uprzejmego i nagle zaskakiwał mieszkające rodziny, oddając strzały lub rzucając granaty. Postępował tak przez kilka godzin.
Kiedy policja otoczyła mieszkanie, w którym znajdował się sprawca, ten wziął znajdującą się tam rodzinę za zakładników. Następnie przywiązał do siebie i zakładników granaty i odbezpieczył je. Wybuch zabił sprawcę i trzy osoby, przeżył tylko jeden członek rodziny, która została zaatakowana.

## Ofiary masakry[4]
- Jeon Un-suk (23 lata)
- Son Jin-tae (26 lat)
- Gang Pan-im (61 lat)
- Choi Bun-ee (71 lat)
- Jeon Jong-jeong (36 lat)
- Baek Jeom-ag (36 lat)
- Lee Chun-su (50 lat)
- Son Jeong-hee (50 lat)
- Yu Baek-am (59 lat)
- Lee Pan-su (50 lat)
- Mun Sun-ee (44 lata)
- Son Won-jeom (51 lat)
- Shin Su-jeong (9 lat)
- Shin Chang-sun (13 lat)
- Park In-gil (42 lata)
- Choi Jeong-nyeo (40 lat)
- Park Kyung-suk (19 lat)
- Park Jae-cheol (14 lat)
- Park Hyeon-suk (8 lat)
- Seol Sun-jeom (49 lat)
- Yu Sun-ja (19 lat)
- Kim Wol-sun (28 lat)
- Jeon Dal-bae (18 lat)
- Sin Yeong-lyeon (43 lata)
- Yu Jeom-sun (19 lat)
- Jin Pil-li (19 lat)
- Jeon Yong-gil (37 lat)
- Kim Ju-dong (18 lat)
- Jin Il-im (48 lat)
- Park Gab-jeo (38 lat)
- Park Myeong-lyeon (32 lata)
- Park Mi-hae (14 lat)
- Seo Hyeong-su (27 lat)
- Seo Jeong-su (22 lata)
- Park Jong-deog (43 lata)
- Jeon Bok-sun (63 lata)
- Park Bong-sun (41 lat)
- Ham So-nam (51 lat)
- Lee Ta-sun (46 lat)
- Lee Sun-du (46 lat)
- Han Myeong-gyu (53 lata)
- Choi Gyeong-jag (43 lata)
- Seo Eum-seog (20 lat)
- Mun Byeong-hyeong (8 lat)
- Mun Se-jeong (2 lata)
- Gwak Gi-dal (43 lata)
- Gwak Ju-il (14 lat)
- Park Sun-deog (41 lat)
- Jo Eul-sun (56 lat)
- Heo Ee-jung (23 lata)
- Jo Gwi-nam (54 lata)
- Jo Myeong-lyul (59 lat)
- Ha Gyeong-jae (5 lat)
- Yu Lyang (wiek nieznany)
- Jo Yong-deog (46 lat)
- Woo Bum-kon (27 lat)

## Sprawca
Sprawcą masakry był 27-letni miejscowy policjant Woo Bum-kon. Sprawca żył w napięciu emocjonalnym z powodu swojej sytuacji życiowej. Nie wiadomo jednak co bezpośrednio pchnęło go do masakry i dlaczego pokłócił się ze swoją dziewczyną o tak nieistotną rzecz, jak obudzenie go przez uderzenie ręką w klatkę piersiową, na kilka godzin przed masakrą.